# مقبرة باب الرحمة
مقبرة باب الرحمة هي إحدى أشهر مقابر المسلمين في القدس، وتقع تحديدًا عند السور الشرقي للمسجد الأقصى. حيث تمتد من باب الأسباط وحتى نهاية سور المسجد الأقصى بالقرب من القصور الأموية في الجهة الجنوبية. تبلغ مساحتها حوالي 23 دونمًا. 
تحوي مقبرة باب الرحمة على العديد من قبور الصحابة وأبرزهم عبادة بن الصامت وشداد بن أوس، وعلى قبور لمجاهدين اشتركوا في فتح القدس أثناء الفتحين العمري والأيوبي.
تنوي الحكومة الإسرائيلية تحويل جزء من المقبرة لحديقة توراتية ضمن مشروعها لتهويد المدينة.

## طالع أيضًا
- باب الرحمة
- بلدة القدس القديمة
- المسجد الأقصى